# Его зовут Сухэ-Батор
«Его зовут Сухэ-Батор» (монг. Сүхбаатар?, ᠰᠦᠬᠡᠪᠠᠭᠠᠲᠤᠷ?) — советско-монгольский исторический художественный фильм.

## Сюжет
Рассказ о Дамдине Сухэ-Баторе, основателе Монгольской народно-революционной партии, руководителе Монгольской народной революции, который в 1921 году в составе монгольской делегации посетил РСФСР и беседовал с В. И. Лениным. Действие фильма начинается в Монголии осенью 1919 года.

## В ролях
- Лев Свердлин — Сухэ-Батор
- Николай Черкасов — барон фон Унгерн-Штернберг
- Максим Штраух — Владимир Ильич Ленин
- Семён Гольдштаб — Иосиф Виссарионович Сталин
- Владимир Грибков — Гомбо
- Гэлэгдорж — Чойбалсан
- Улзийбаярын Рэнцэнноров — Янчжима
- Цагааны Цэгмэд — князь Эрдэнэ-гун
- Нямын Цэгмид — Богдо-гэгэн VIII
- Банзрагчийн Равдан — Бадма, тибетский врач
- Чимэдийн Цэвээн — Баяр-гун

## Съёмочная группа
- Авторы сценария: Борис Лапин, Захар Хацревин, Александр Зархи, Иосиф Хейфиц
- Режиссёры-постановщики: Александр Зархи, Иосиф Хейфиц
- Оператор: Александр Гинцбург
- Художники: Анатолий Босулаев, Гава Лубсангийн
- Композиторы: Борис Арапов, Венедикт Пушков